# Graaf van Vlaanderen (metrostation)
Graaf van Vlaanderen (Frans: Comte de Flandre) is een station van de Brusselse metro, gelegen in het oosten van de Brusselse gemeente Sint-Jans-Molenbeek.

## Geschiedenis
Het metrostation werd op 8 mei 1981 in gebruik genomen samen met de twee andere stations Zwarte Vijvers en Beekkant ter verlenging van de westtak van metrolijn 1. Sinds de herziening van het metronet in 2009 rijden metrolijnen 1 en 5 in dit station.

## Situering
Het metrostation is gelegen aan de Graaf van Vlaanderenstraat in het centrum van Oud-Molenbeek, nabij het Kanaal Charleroi-Brussel en het gemeentehuis van Molenbeek.

## Kunst
Onder de titel 16 X Icarus zijn zowel in de stationshal als boven de perrons zestien schijnbaar vliegende poppen van gips en brons op verschillende hoogtes aan het plafond gehangen. Het kunstwerk is van de hand van Paul Van Hoeydonck.

## Afbeeldingen

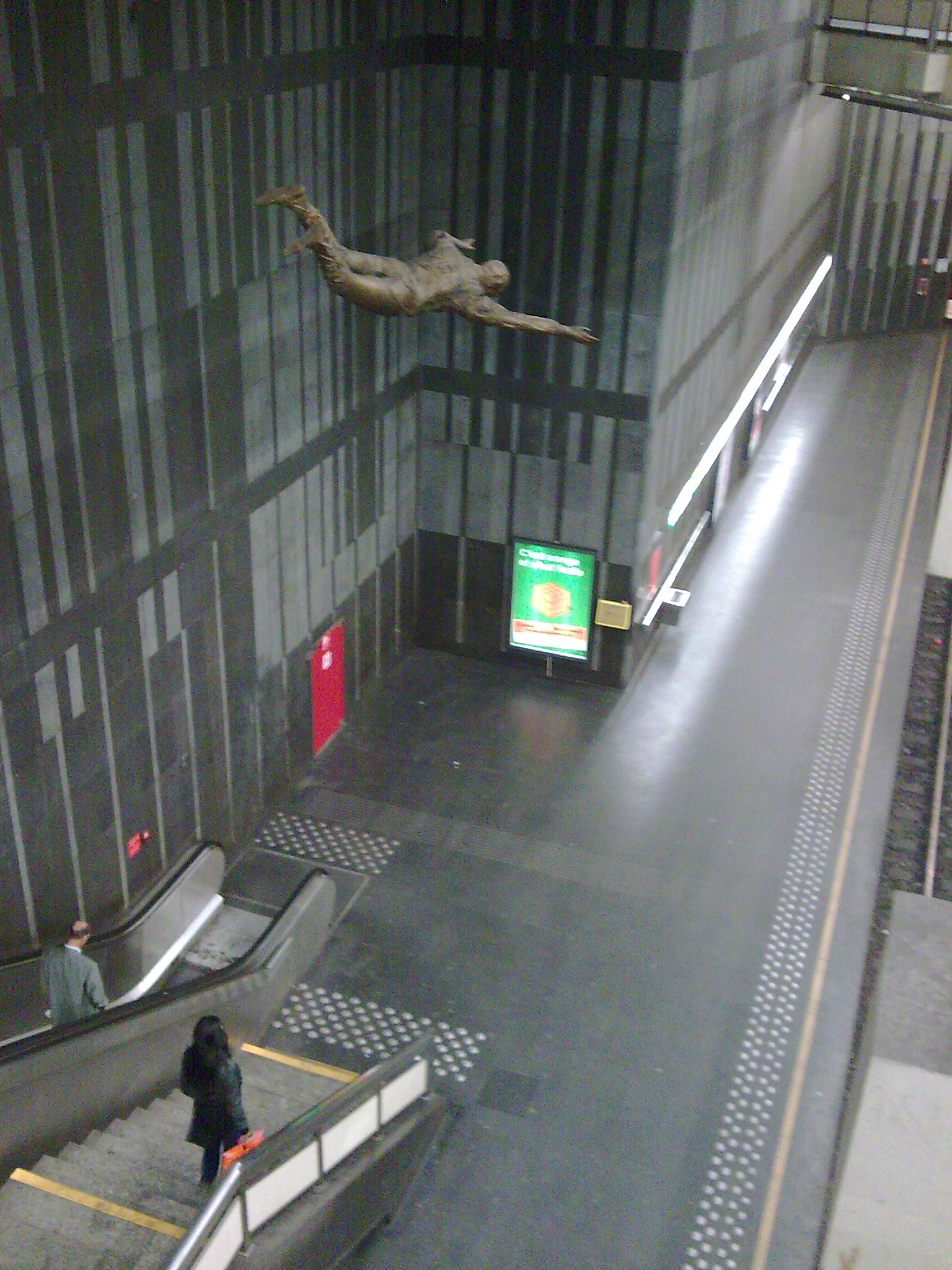
16 X lcarus vanop de loopbrug gezien.
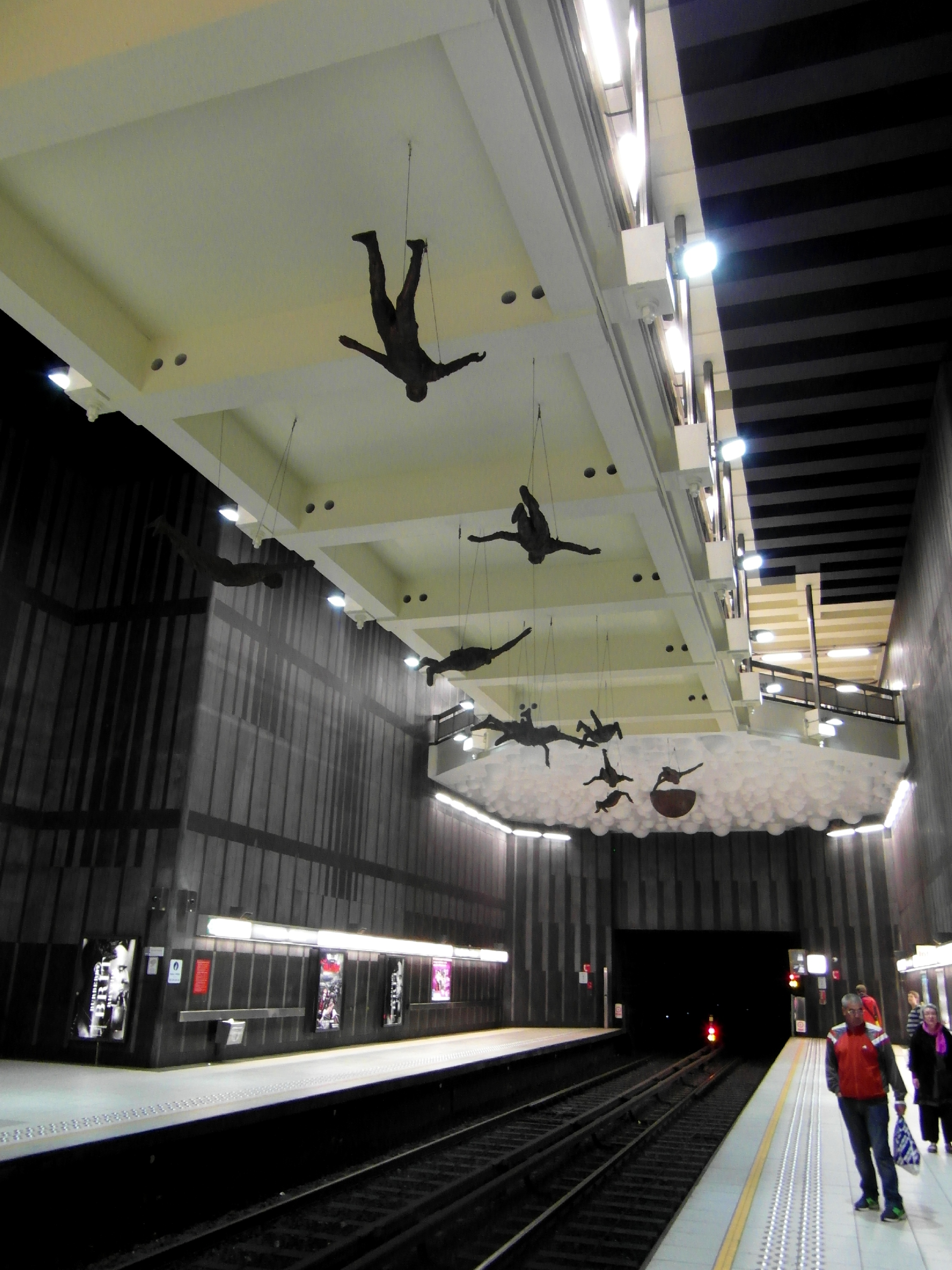
16 X lcarus vanop het perron gezien.
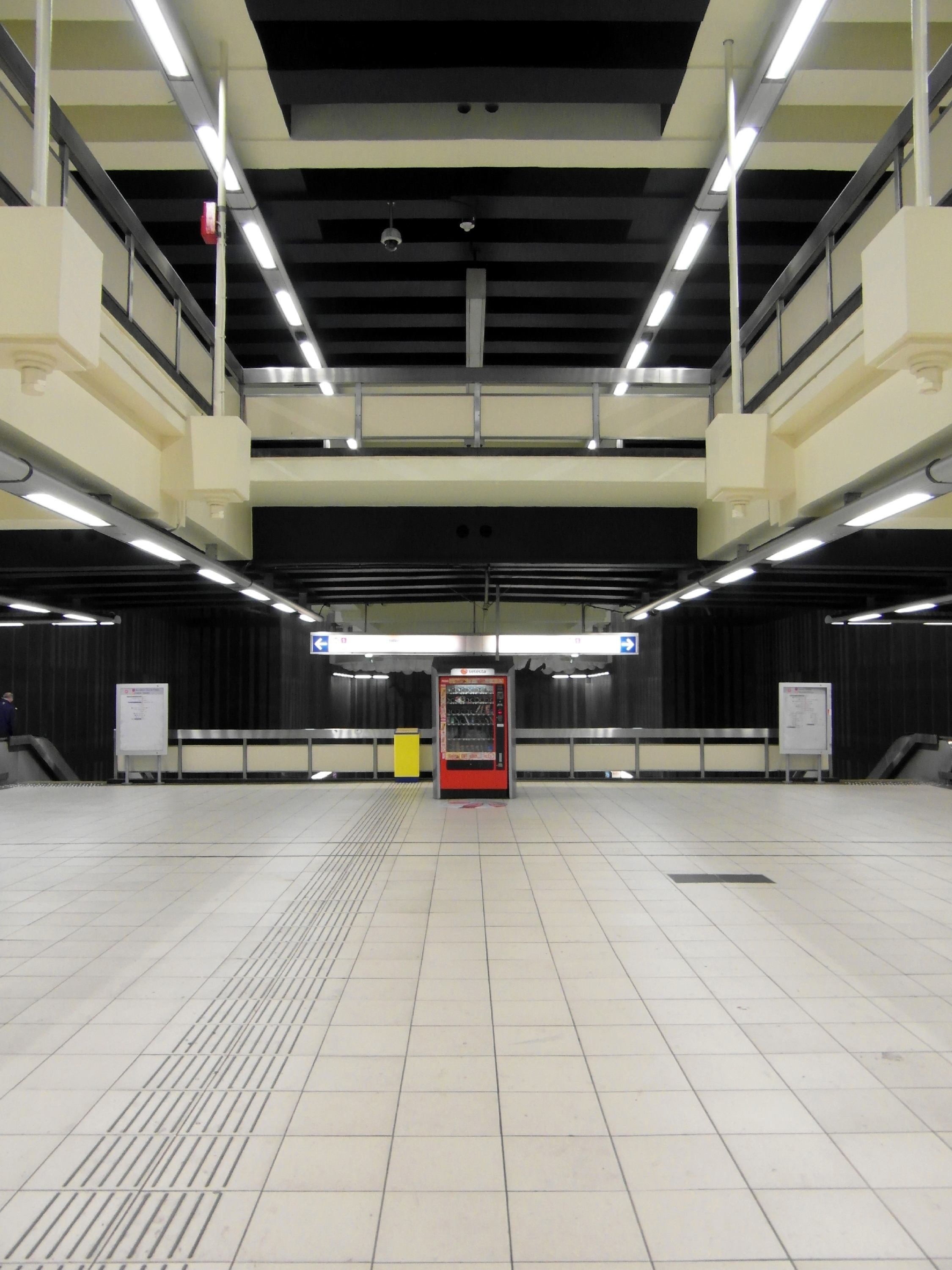
Toegang tot de perrons.
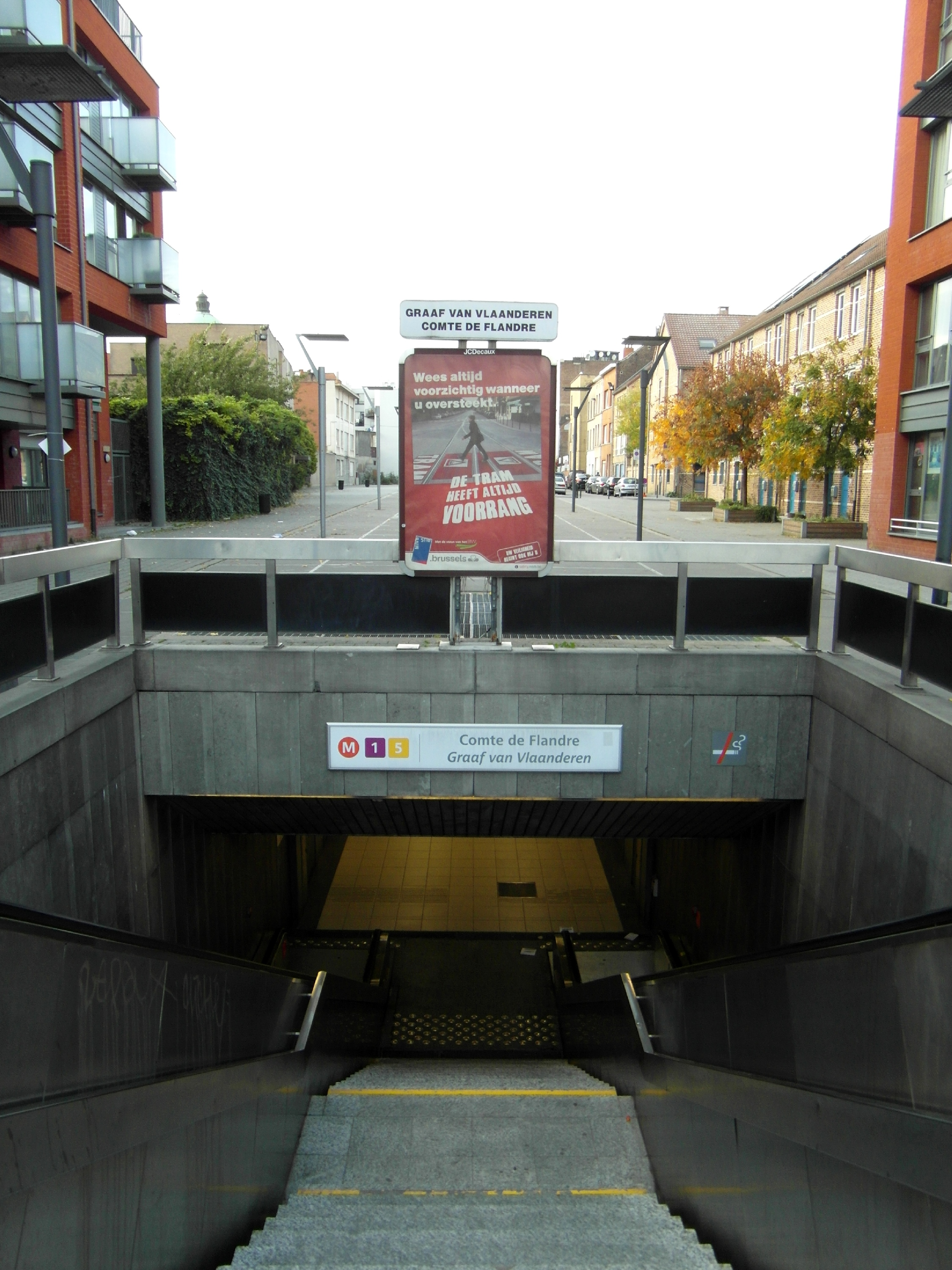
Ingang van het station.